# Dělnická strana sociální spravedlnosti
Dělnická strana sociální spravedlnosti (zkratka DSSS) byla česká krajně pravicová politická strana, která vznikla v roce 2004 pod názvem Strana občanů republiky České. Profilovala se ultranacionalisticky. Byla členkou evropské politické strany Aliance pro mír a svobodu. Od roku 2010 strana vystupovala jako nástupkyně soudně rozpuštěné Dělnické strany. V roce 2024 zanikla.

## Historie
Strana byla založena v roce 2004 jako Strana občanů republiky České (SORČ). SORČ neměla téměř žádné členy a nevyvíjela prakticky žádnou politickou činnost. Po roce existence ze strany odešel její zakladatel Jan Broj a 1. místopředseda Tomáš Magnusek a SORČ ovládli představitelé Dělnické strany.
V roce 2006 se předsedkyní strany stala Hana Pavlíčková, matka Tomáše Vandase, který ji v pozici předsedy po rozpuštění Dělnické strany, fungující v letech 2002–2010, nahradil 20. listopadu 2010. Od soudního rozpuštění Dělnické strany v únoru 2010 vystupovala DSSS jako její nástupkyně.
Dne 19. října 2024 byla strana usnesením sjezdu rozpuštěna a zlikvidována.

## Volby

### Volby v roce 2004
Strana občanů republiky České (SORČ) musela stáhnout z televizního vysílání spot, kterým chtěla přesvědčit voliče před eurovolbami. Bez souhlasu kapely v něm totiž použila píseň skupiny Ready Kirken Zejtra mám. Hudebníci však nežádali finanční vyrovnání, spokojili se s omluvou. Strana ve volbách do Evropského parlamentu obdržela 0,11% (2 585) hlasů.

### Volby v roce 2006
Do sněmovních voleb 2006 nepostavila svou kandidátku, ale vyslala svých 27 kandidátů na listiny ultranacionalistické strany Právo a Spravedlnost.

### Volby v roce 2008
Ve volbách do zastupitelstev krajů 2008 nepostavila svou kandidátku, ale celorepublikově se spojila s Dělnickou stranou do volební strany pod názvem Dělnická strana - za zrušení poplatků ve zdravotnictví (v Plzeňském kraji nesla název Dělnická strana - NE americkému radaru!), přičemž DSSS navrhla 24 svých kandidátů (tj. zhruba jednu desetinu z kandidátů koalice).

### Volby v roce 2010
Za stranu v těchto volbách celkem kandidovalo 336 osob – z toho Dělnická strana sociální spravedlnosti 189, Sdružení pro republiku – Republikánská strana Československa 16, Národní prosperita 2, Demokratická strana Československa 1, Moravané 1, Dělnická strana 1, zbytek tvořili nestraníci. Zisk ve volbách činil 1,14 % (59 888 hlasů).

### Volby v roce 2013
Za DSSS kandidovalo 343 kandidátů a získala 0,86 % (42 901) hlasů, což bylo zhoršení oproti minulým volbám.

### Volby v roce 2014
Ve volbách do obecních zastupitelstev strana kandidovala v 50 městech. V některých, jako třeba v Praze, kandidovala v koalici se stranou NE Bruselu – Národní demokracie. Oproti volbám v roce 2010 si strana polepšila ze 2 mandátů na 6, z čehož tři získala v Duchcově, kde následně s Českou stranou sociálně demokratickou a KSČM uzavřela koalici a předseda krajské organizace DSSS Ústeckého kraje Jindřich Svoboda byl na ustavujícím zasedání zastupitelstva zvolen do rady města.

### Volby v roce 2016
V krajských volbách 2016 strana kandidovala ve všech krajích, z toho v Olomouckém, Moravskoslezském, Královéhradeckém, Libereckém, Středočeském a Kraji Vysočina působila v koalici se stranou NÁRODNÍ FRONTA.
Do senátních voleb 2016 strana vyslala čtyři kandidáty. V obvodu č. 4 – Most kandidoval bývalý sportovec Ota Zaremba, v obvodu č. 31 – Ústí nad Labem předseda strany Tomáš Vandas, v obvodu č. 64 – Bruntál pedagog Jaroslav Chalupa a v obvodu č. 70 – Ostrava-město Petr Borna.

### Volby v roce 2024
V červnu 2024 se strana účastnila voleb do Evropského parlamentu jako součást koaliční kandidátní listiny ALIANCE ZA NEZÁVISLOST ČR – proti přijetí eura!; jejím lídrem byl Hynek Blaško. Za DSSS na této listině kandidoval mimo jiné také bývalý poslanec Jiří Janeček z hnutí PES.

## Programové teze
Mezi hlavní programové teze strany patří:
- Vystoupení z EU a NATO
- Vypovězení ilegálních přistěhovalců
- Zavedení jednokomorového parlamentu (odstranění Senátu)
- Zrušení státních dotací pro politické strany za mandáty poslanců a senátorů
- Zavedení odvolacího práva voličů vůči poslancům
- Větší samostatnost měst a obcí v právní a daňové oblasti
- Zřízení zemských hranic Moravy a Slezska
- Zákaz homosexuálních sňatků
- Obnovení trestu smrti
- Prošetření tzv. malé a velké privatizace
- Obnovení cechů
- Navýšení rodičovského příspěvku
- Podpora tradičních rodin

## Vedení strany

### Předsedové
| Pořadí | Foto | Osoba           | Období                                |
| ------ | ---- | --------------- | ------------------------------------- |
| 1.     |      | Jan Broj        | 24. červenec 2004 – 16. prosinec 2006 |
| 2.     |      | Hana Pavlíčková | 16. prosinec 2006 – 20. listopad 2010 |
| 3.     |      | Tomáš Vandas    | 20. listopad 2010 – 19. října 2024    |

### Místopředsedové
| Pořadí | Osoba            | Období                                |
| ------ | ---------------- | ------------------------------------- |
| 1.     | Tomáš Magnusek   | 24. červenec 2004 – 18. červen 2005   |
| 2.     | Jindřich Krňávek | 18. červen 2005 – 16. prosinec 2006   |
| 3.     | Tomáš Hamšík     | 16. prosinec 2006 – 20. listopad 2010 |
| 4.     | Jiří Štěpánek    | 20. listopad 2010 – 19. října 2024    |

## Sjezdy
- 1. sjezd (2004) – ustavující sjezd Strany občanů republiky České
- 2. sjezd (2006?) – sjezd Demokratické strany sociální spravedlnosti
- 3. sjezd (2008?) – změna názvu na Dělnickou stranu sociální spravedlnosti
- 4. sjezd (20. listopad 2010) – za 3. předsedu DSSS zvolen Tomáš Vandas
- 5. sjezd (19. leden 2013)
- 6. sjezd (7. březen 2015)
- 7. sjezd (29. duben 2017)
- 8. sjezd (20. leden 2018)
- 9. sjezd (23. duben 2022)

## DS a DSSS v televizi
Členové Dělnické strany sociální spravedlnosti si zpravidla stěžují na mediální neobjektivitu a cenzuru. Její příznivci též často polemizují o veřejnoprávnosti České televize.
DSSS chodí do televize prezentovat nejčastěji její předseda Tomáš Vandas.

### DS a DSSS vPolitickém spektru
| Pořadí | Datum vysílání     | Odkaz do archivu ČT       |
| ------ | ------------------ | ------------------------- |
| 1      | 16. září 2006      | Spustit z videoarchivu ČT |
| 2      | 21. července 2007  | Spustit z videoarchivu ČT |
| 3      | 16. února 2008     | Spustit z videoarchivu ČT |
| 4      | 27. září 2008      | Spustit z videoarchivu ČT |
| 5      | 9. května 2009     | Spustit z videoarchivu ČT |
| 6      | 5. září 2009       | Spustit z videoarchivu ČT |
| 7      | 8. května 2010     | Spustit z videoarchivu ČT |
| 8      | 7. května 2011     | Spustit z videoarchivu ČT |
| 9      | 24. září 2011      | Spustit z videoarchivu ČT |
| 10     | 3. března 2012     | Spustit z videoarchivu ČT |
| 11     | 19. května 2012    | Spustit z videoarchivu ČT |
| 12     | 8. prosince 2012   | Spustit z videoarchivu ČT |
| 13     | 9. února 2013      | Spustit z videoarchivu ČT |
| 14     | 8. června 2013     | Spustit z videoarchivu ČT |
| 15     | 28. září 2013      | Spustit z videoarchivu ČT |
| 16     | 30. listopadu 2013 | Spustit z videoarchivu ČT |
| 17     | 15. února 2014     | Spustit z videoarchivu ČT |
| 18     | 10. května 2014    | Spustit z videoarchivu ČT |
| 19     | 20. září 2014      | Spustit z videoarchivu ČT |
| 20     | 27. září 2014      | Spustit z videoarchivu ČT |
| 21     | 8. listopadu 2014  | Spustit z videoarchivu ČT |
| 22     | 14. února 2015     | Spustit z videoarchivu ČT |
| 23     | 2. května 2015     | Spustit z videoarchivu ČT |
| 24     | 12. prosince 2015  | Spustit z videoarchivu ČT |
| 25     | 12. března 2016    | Spustit z videoarchivu ČT |
| 26     | 21. května 2016    | Spustit z videoarchivu ČT |
| 27     | 12. listopadu 2016 | Spustit z videoarchivu ČT |
| 28     | 18. února 2017     | Spustit z videoarchivu ČT |
| 29     | 16. září 2017      | Spustit z videoarchivu ČT |
| 29     | 28. dubna 2018     | Spustit z videoarchivu ČT |
| 30     | 4. května 2019     | Spustit z videoarchivu ČT |

## Volební výsledky

### Volby do Poslanecké sněmovny
| Volby | Počet hlasů | Změna    | Hlasy v % | Změna   | Počet mandátů | Poznámka                                                            |
| ----- | ----------- | -------- | --------- | ------- | ------------- | ------------------------------------------------------------------- |
| 2006  | 12 756      | ▲ 12 756 | 0,23%     | ▲ 0,23% | 0             | DS i DSSS kandidovala pod kandidátní listinou Právo a Spravedlnost. |
| 2010  | 59 888      | ▲ 47 132 | 1,14%     | ▲ 0,91% | 0             |                                                                     |
| 2013  | 42 906      | ▼ 16 982 | 0,86%     | ▼ 0,28% | 0             |                                                                     |
| 2017  | 10 402      | ▼ 32 504 | 0,20%     | ▼ 0,66% | 0             |                                                                     |
| 2021  |             |          |           |         |               | DSSS podpořila Volný blok.                                          |

### Volby do Senátu
| Volby | Počet získaných mandátů | Změna | Celkový počet mandátů | Změna | Poznámka |
| ----- | ----------------------- | ----- | --------------------- | ----- | --- |
| 2010  | 0                       | ▬ 0   | 0                     | ▬ 0   | Strana do voleb vyslala jediného kandidáta. Tomáš Vandas získal v senátním obvodě č. 4 1744 hlasů (5,13%), čímž skončil sedmý v pořadí. |
| 2016  | 0                       | ▬ 0   | 0                     | ▬ 0   | Ota Zaremba získal v senátním obvodě č. 4 1339 hlasů (6,03%), čímž skončil šestý. Svatopluk Černý získal v senátním obvodě č. 28 364 hlasů (1,03%), čímž skončil devátý. Tomáš Vandas získal v senátním obvodě č. 31 1964 hlasů (6,94%), čímž skončil šestý. Jaroslav Chalupa získal v senátním obvodě č. 64 340 hlasů (1,43%), čímž skončil desátý. Petr Borna získal v senátním obvodě č. 70 423 hlasů (1,43%), čímž skončil desátý. |

### Volby do Evropského parlamentu
| Volby | Hlasy  | Změna   | Hlasy v % | Změna   | Počet mandátů | Poznámka                                                                             |
| ----- | ------ | ------- | --------- | ------- | ------------- | ------------------------------------------------------------------------------------ |
| 2004  | 2 585  | ▲ 2 585 | 0,11%     | ▲ 0,11% | 0             | Strana se jmenovala Strana občanů republiky České.                                   |
| 2009  | -      | -       | -         | -       | -             | DSSS nekandidovala ve prospěch DS.                                                   |
| 2014  | 7 902  | ▲5 317  | 0,52%     | ▲0,41%  | 0             |                                                                                      |
| 2019  | 4 363  | ▼3 539  | 0,18%     | ▼0,34%  | 0             |                                                                                      |
| 2024  | 14 910 | ▲11 371 | 0,50%     | ▲0,32%  | 0             | DSSS kandidovala ve volební koalicí Aliance za nezávislost ČR – proti přijetí eura!. |

### Volby do krajských zastupitelstev
| Volby | Hlasy  | Změna    | Hlasy v % | Změna   | Poznámka |
| ----- | ------ | -------- | --------- | ------- | --- |
| 2004  | 1 199  | ▲ 1 199  | 0,06%     | ▲ 0,06% | Strana se jmenovala Strana občanů republiky České a kandidovala pouze v Královéhradeckém kraji v koalici se Stranou za životní jistoty. |
| 2008  | 28 865 | ▲ 27 666 | 0,99%     | ▲ 0,93% | Strana kandidovala pod kandidátní listinou Dělnické strany.                                                                             |
| 2012  | 41 712 | ▲ 12 847 | 1,58%     | ▲ 0,59% | |
| 2016  | 22 732 | ▼ 18 980 | 0,90%     | ▼ 0,68% | |
| 2020  | 6 168  | ▼ 16 564 | 0,22%     | ▼ 0,68% | Strana v pěti krajích kandidovala samostatně a v šesti krajích kandidovala v koalici s ČiKR.                                            |

### Volby do obecních zastupitelstev
| Volby | Hlasy             | Změna          | Hlasy v % | Změna   | Počet mandátů | Změna | Poznámka |
| ----- | ----------------- | -------------- | --------- | ------- | ------------- | ----- | --- |
| 2006  | 8 776 (+552)      | ▲ 8 776 (+552) | 0,01%     | ▲ 0,01% | 3             | ▲ 3   | Všichni tři zvolení zastupitelé za Dělnickou stranu se v roce 2010 stali členy Dělnické strany sociální spravedlnosti. |
| 2010  | 196 849           | ▲ 187 521      | 0,22%     | ▲ 0,21% | 0             | ▼ 3   | ztráta 2 mandátů v Rokytnici v Orlických horách a 1 mandátu ve Výsluní                                                 |
| 2011  | 3 714             | ▼ 452          | 4,34%     | ▲ 0,01% | 0             | ▬ 0   | |
| 2011  | 589               | ▼ 611          | 0,26%     | ▼ 0,24% | 0             | ▬ 0   | |
| 2011  | 5 403             | ▲ 2 491        | 7,25%     | ▲ 3,45% | 1             | ▲ 1   | |
| 2011  | 5 974             | ▲ 571          | 9,57%     | ▲ 2,32% | 2             | ▲ 1   | |
| 2014  | 63 794 (+101 352) | ▼ 31 703       | 0,17%     | ▼ 0,04% | 5             | ▲ 3   | Koalice DSSS a SPE = 3 mandáty v Duchcově; DSSS = 2 mandáty ve Větřní; ztráta 2 mandátů v Krupce                       |
| 2018  | 25 435 (+43 701)  | ▼ 96 010       | 0,06%     | ▼ 0,11% | 2             | ▼ 3   | DSSS obhájila 1 mandát v Duchcově a 1 mandát ve Větřní                                                                 |
| 2022  | 232 (+22 152)     | ▼ 46 752       |           |         | 0             | ▼ 2   | |